# راهکارهای گلخانه‌ای با انرژی پایدار

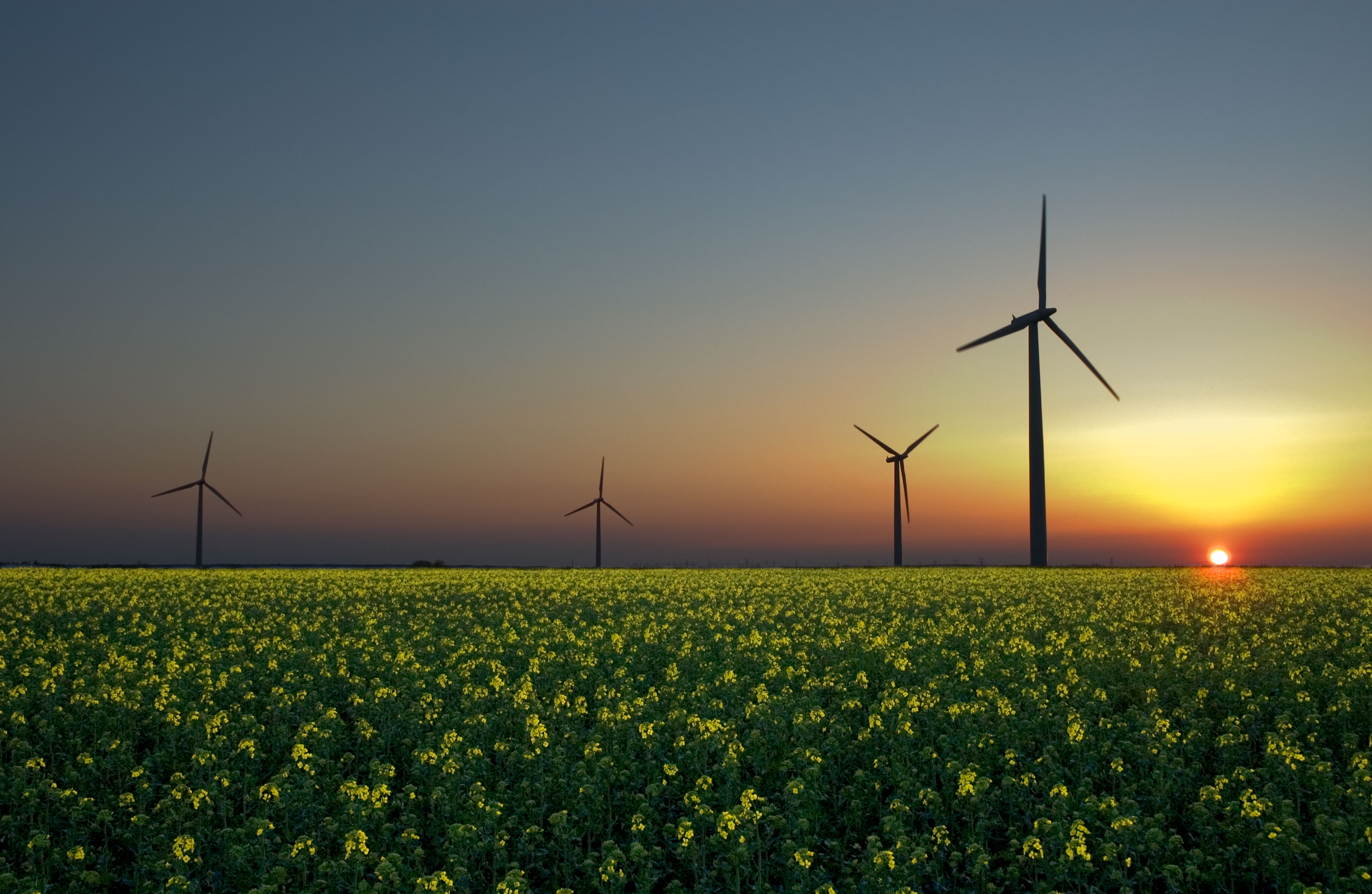
باد، خورشید و زیست‌توده سه منبع انرژی تجدیدپذیر هستند.

کتاب «راهکارهای گلخانه‌ای با انرژی پایدار» نوشتهٔ مارک دیسندورف، استاد دانشگاه استرالیایی، در سال ۲۰۰۷ منتشر شد. این کتاب مجموعه‌ای از سیاست‌ها و استراتژی‌ها را برای پیاده‌سازی نویدبخش‌ترین فناوری‌های انرژی پاک توسط تمام حوزه‌های دولتی، تجاری و سازمان‌های اجتماعی ارائه می‌دهد. راهکارهای گلخانه‌ای با انرژی پایدار نشان می‌دهد که ترکیبی از مصرف بهینه انرژی، منابع انرژی تجدیدپذیر و گاز طبیعی (به عنوان سوخت انتقالی) آینده‌ای پاک و عملی از انرژی را برای استرالیا رقم می‌زند.

## ساختار و مضامین
این کتاب یک راهنمای جامع برای سیستم‌های انرژی پایدار است و در سه بخش ساختار یافته است:
- مقدمه‌ای بر مفاهیم اساسی و آخرین شواهد علمی در مورد گرمایش جهانی.
- ارزیابی فناوری‌های انرژی، از جمله زغال سنگ، انرژی هسته‌ای و جایگزین‌های پایدارتر.
- بحث در مورد سیاست‌ها و استراتژی‌های مورد نیاز برای غلبه بر موانع غیرفنی بر سر راه انرژی‌های تجدیدپذیر و بهره‌وری انرژی.

دیزندورف معتقد است که:
- فناوری‌های انرژی پایدار از نظر زیست‌محیطی مبتنی بر بهره‌وری انرژی، انرژی‌های تجدیدپذیر و گاز طبیعی امروزه به صورت تجاری در دسترس هستند و اجرای آنها می‌تواند انتشار گازهای گلخانه‌ای استرالیا را ظرف چند دهه به نصف کاهش دهد.
- برای پیاده‌سازی این فناوری‌ها، سیاست‌های جدیدی باید تدوین و توسط هر سه سطح دولت اجرا شود.
- موانع اصلی نه فنی هستند و نه اقتصادی، بلکه نهادهای اجتماعی ما و قدرت سیاسی صنایع بزرگ تولیدکننده گازهای گلخانه‌ای: زغال سنگ، نفت، آلومینیوم، سیمان و وسایل نقلیه موتوری هستند.[۱]

## تغییرپذیری توان بادی
مارک دیزندورف در اوایل دوران کاری خود، دانشمند ارشد تحقیقاتی در سازمان پژوهش‌های علمی و صنعتی همسود بود و در تحقیقات اولیه در مورد ادغام انرژی باد در شبکه‌های برق مشارکت داشت. این موضوع به تفصیل در «راهکارهای گلخانه‌ای با انرژی پایدار» مورد بحث قرار گرفته است.
دیزندورف توضیح می‌دهد که انرژی بادی در مقیاس بزرگ «متناوب» نیست، زیرا فوراً روشن یا خاموش نمی‌شود. در عمل، تغییرات در هزاران توربین بادی، که در چندین مکان و رژیم باد مختلف پخش شده‌اند، هموار می‌شوند. با افزایش فاصله بین مکان‌ها، همبستگی بین سرعت باد اندازه‌گیری شده در آن مکان‌ها کاهش می‌یابد. این موضوع اخیراً توسط مطالعات انجام شده توسط گراهام سیندن از دانشگاه آکسفورد تأیید شده است.
دیزندورف در ادامه می‌گوید که هر نیروگاه معمولی هر از گاهی به‌طور غیرمنتظره‌ای از کار می‌افتد و باعث از دست رفتن فوری تمام توان خود می‌شود. به گفتهٔ دیزندورف، این تناوب واقعی است و نوع خاصی از تغییرپذیری است که بین قدرت کامل و بدون قدرت تغییر می‌کند. وقتی یک نیروگاه برق معمولی از کار می‌افتد، ممکن است برای هفته‌ها از کار بیفتد، که بسیار طولانی‌تر از دوره‌های بدون باد است.

## نقل قول‌ها
- «اثر گلخانه‌ای تشدید شده مسلماً خطرناک‌ترین مشکل زیست‌محیطی و دشوارترین مسئله سیاسی است که جهان در قرن بیست و یکم با آن مواجه است.» (صفحه … ۱)
- «فشار اخیر برای احیای انرژی هسته‌ای بر اساس ادعای کاهش انتشار دی‌اکسید کربن در نیروگاه‌های زغال‌سنگ‌سوز بوده است. در واقع، تنها عملیات رآکتور عاری از دی‌اکسید کربن است. تمام مراحل دیگر زنجیره سوخت هسته‌ای - استخراج، آسیاب، تولید سوخت، غنی‌سازی، ساخت رآکتور، از رده خارج کردن و مدیریت پسماند - از سوخت‌های فسیلی استفاده می‌کنند و از این رو دی‌اکسید کربن منتشر می‌کنند…» (صفحه …) ۲۵۲)
- «ظرفیت جهانی انرژی بادی همچنان در حال گسترش است و جدا از کاهش ناگهانی در سال ۲۰۰۶، هزینه‌های آن به‌طور پیوسته در حال کاهش است. انرژی بادی یکی از معدود فناوری‌های تأمین انرژی است که امروزه برای توزیع گسترده آماده است، برخلاف زغال سنگ با جذب و جداسازی CO2 و برخلاف انرژی هسته‌ای. باد می‌تواند کاهش قابل توجهی در CO2 ایجاد کند، در حالی که مانعی در برابر نوسان قیمت سوخت‌های فسیلی ایجاد می‌کند و وابستگی به واردات انرژی را کاهش می‌دهد.» (صفحه …) ۱۲۶)

## استقبال انتقادی
دیک نیکولز، در کتاب «چپ سبز»، اظهار می‌کند که «راهکارهای گلخانه‌ای با انرژی پایدار» مطالب مفید زیادی در مورد گرمایش جهانی و راه‌حل‌های ممکن ارائه می‌دهد:
نیکولز معتقد است که اگر یک نقص جدی در «راهکارهای گلخانه‌ای با انرژی پایدار» وجود داشته باشد، آن «عدم ردیابی مداوم میزان اجرای بهره‌وری انرژی و جذب منابع انرژی تجدیدپذیر برای مقابله با وضعیت اضطراری گلخانه‌ای» است.
پاتریک اونیل، در کتاب «واکنش زنجیره‌ای»، پیشنهاد می‌کند که «راهکارهای گلخانه‌ای با انرژی پایدار» یک راهنمای جامع برای سیستم‌های انرژی پایدار است و خواندن این کتاب «به سادگی لذت‌بخش» است. اونیل توضیح می‌دهد که اگرچه جزئیات فنی و علمی بسیار زیادی ارائه شده است، زبان آن ساده است و کتاب به خوبی طرح‌بندی شده است. همچنین حوزه‌های اغلب نادیده گرفته شده از بحث انرژی پایدار مانند مسائل جمعیتی، اخلاق، عدالت اجتماعی و برابری را پوشش می‌دهد. در پایان، اونیل اظهار می‌کند که این کتاب «یک اثر فوق‌العاده انرژی‌بخش و فتنه‌انگیز» است که خواستار «یک استراتژی ملی هماهنگ برای اقدام غیرخشونت‌آمیز» است.
جورج ویلکنفیلد، در مجلهٔ استرالیا ریویو، دیدگاه انتقادی‌تری دارد و معتقد است که این کتاب «به طرز عجیبی نابهنگام» به نظر می‌رسد، تا حدودی به این دلیل که با تغییرات اقلیمی به عنوان مسئله‌ای برخورد می‌کند که می‌توان آن را از طریق فعالیت‌های مردمی یا با مخالفت جنبش‌های اعتراضی با رژیم‌های ناعادلانه حل کرد. ویلکنفیلد توضیح می‌دهد که «این نظریه تا حدودی این نکته را نادیده می‌گیرد که افزایش مداوم انتشار گازهای گلخانه‌ای جهانی نه محصول جانبی بی‌عدالتی یا سرکوب، بلکه محصول آزادی اقتصادی در غرب و رشد اقتصادی بی‌وقفه‌ای است که رژیم‌های سرکوبگری مانند چین از طریق آن مشروعیت می‌خرند. به‌طور کلی، تعداد بسیار کمی از مردم می‌خواهند از مصرف رهایی یابند - اکثر مردم آزادی مصرف بیشتر را می‌خواهند.» ویلکنفیلد در ادامه می‌گوید که دیزندورف برخی از پویایی‌های مصرف را نادیده می‌گیرد: مصرف انرژی به مردم آسایش، سرعت، حریم خصوصی و راحتی می‌دهد. بسیاری از مردم واقعاً از رانندگی لذت می‌برند و ماشین‌هایشان را دوست دارند و تا زمانی که توانایی مالی داشته باشند، حتی اگر حمل و نقل عمومی در دسترس باشد، به استفاده از آنها ادامه می‌دهند.
با این وجود، در نهایت، ویلکنفیلد اذعان می‌کند که کتاب «راهکارهای گلخانه‌ای با انرژی پایدار» به عنوان یک کتاب درسی یا به عنوان یک کتابچه راهنما برای فعالان، روزنامه‌نگاران یا خواننده متعهدتری که از اعداد نمی‌ترسد، بسیار مناسب است.

## نویسنده
مارک دیزندورف در مؤسسه مطالعات محیطی دانشگاه نیو ساوت ولز، در زمینه توسعه پایدار اکولوژیکی و راهکارهای گلخانه‌ای تدریس و تحقیق می‌کند. پیش از این، او دانشمند ارشد پژوهشی در سازمان پژوهش‌های علمی و صنعتی همسود، استاد علوم محیطی و نایب رئیس انجمن اقتصاد بوم‌شناختی استرالیا و نیوزیلند بوده است.

## کتابشناسی
- دیزندورف، مارک (۲۰۰۷). راهکارهای گلخانه‌ای با انرژی پایدار ، انتشارات UNSW، ۴۳۲ صفحهشابک ‎۹۷۸-۰-۸۶۸۴۰-۹۷۳-۳